# Пргомеље (Бјеловар)
Пргомеље је насељено место у саставу града Бјеловара, у Бјеловарско-билогорској жупанији, Република Хрватска.

## Прошлост
Године 1905. место "Старо Пргомеље" је припадало у политичком и црквеном погледу Беловару. Православни мештани су долазили у православну парохијску цркву у Беловару, а школска деца су одлазила у основну школу у Гудовцу.

## Становништво
На попису становништва 2011. године, Пргомеље је имало 696 становника.

## Попис 1991.
На попису становништва 1991. године, насељено место Пргомеље је имало 646 становника, следећег националног састава:
| Попис 1991.‍  | Попис 1991.‍  | Попис 1991.‍ | Попис 1991.‍ | Попис 1991.‍ |
| ------------ | ------------ | ----------- | ----------- | ----------- |
|              |              |             |             |             |
| Хрвати       | Хрвати       |             | 467         | 72,29%      |
| Срби         | Срби         |             | 143         | 22,13%      |
| Југословени  | Југословени  |             | 24          | 3,71%       |
| неопредељени | неопредељени |             | 10          | 1,54%       |
| непознато    | непознато    |             | 2           | 0,30%       |
| укупно: 646  |              |             |             |             |